# Cô Giang (phường)
Cô Giang là một phường cũ thuộc Quận 1, Thành phố Hồ Chí Minh, Việt Nam.

## Địa lý
Phường Cô Giang nằm ở phía tây nam Quận 1, có vị trí địa lý:
- Phía đông giáp phường Cầu Ông Lãnh
- Phía tây giáp các phường Cầu Kho và Nguyễn Cư Trinh
- Phía nam giáp phường 2, Quận 4 với ranh giới là kênh Bến Nghé
- Phía bắc giáp phường Phạm Ngũ Lão.

Phường có diện tích 0,36 km², dân số năm 2021 là 11.574 người,  mật độ dân số đạt 32.150 người/km².

## Lịch sử
Phường Cô Giang được thành lập vào ngày 28 tháng 12 năm 1988 trên cơ sở sáp nhập Phường 21 và Phường 23 cũ.
Phường được đặt tên theo bà Nguyễn Thị Giang, nhà cách mạng Việt Nam đầu thế kỷ XX.